# Yoon Kyung-shin

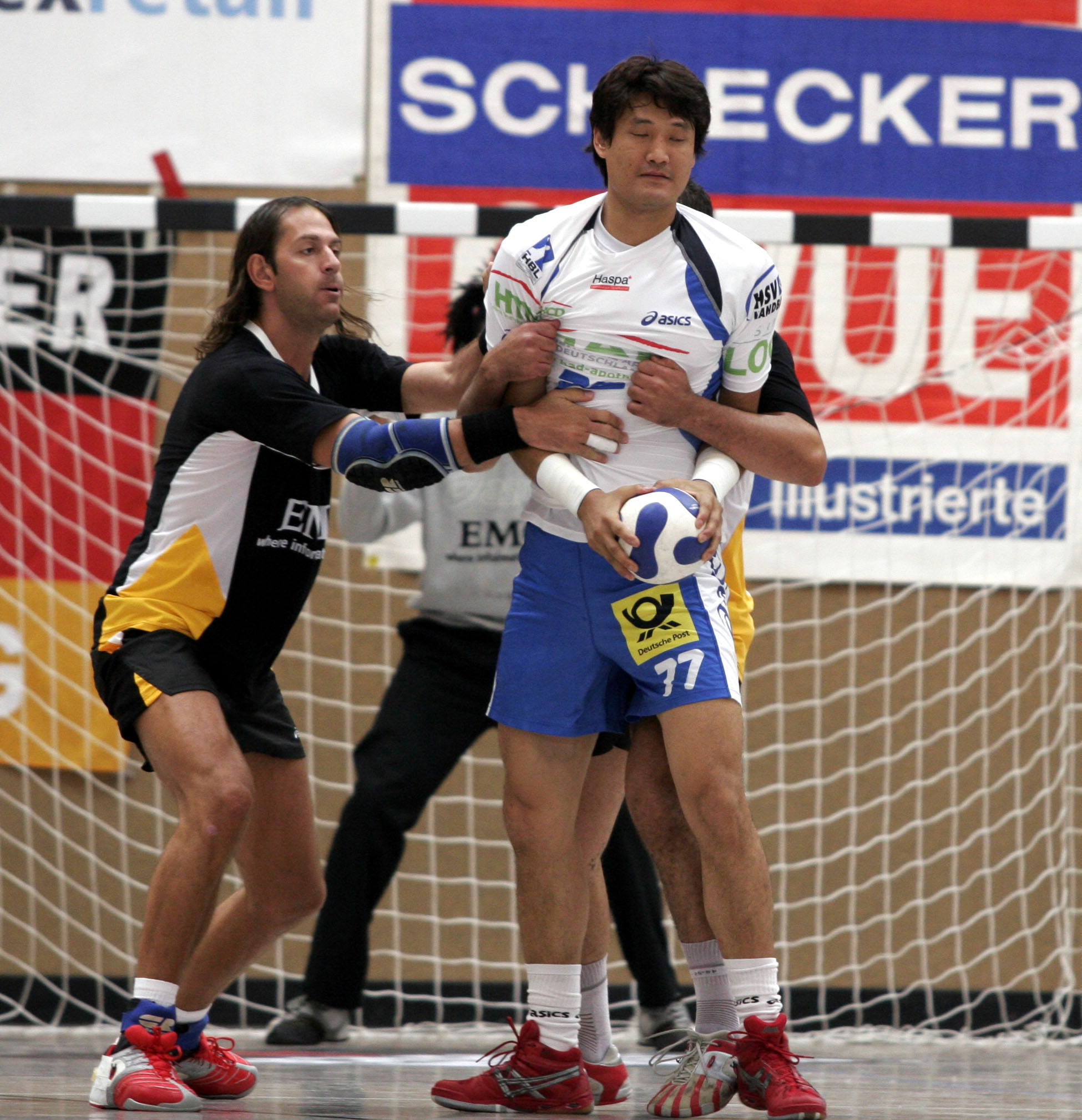
Yoon Kyung-shin med HSV Hamburg, 2007.

Yoon Kyung-shin (koreanska: 윤경신), född 7 juli 1973 i Seoul, är en sydkoreansk handbollstränare och tidigare handbollsspelare (högernia). Han är 2,04 meter lång och är den som har gjort näst flest mål i tyska Bundesliga genom tiderna (2 908 mål) efter Hans Lindberg. 2001 utsågs han till Årets bästa handbollsspelare i världen, som första (och hittills enda) spelare från Asien. Vid millennieskiftet utsågs han till "Århundradets idrottsman i Sydkorea".
Yoon deltog som spelare i fem OS: 1992, 2000, 2004, 2008 och 2012. I samband med OS 2012 i London var han Sydkoreas fanbärare under invigningen.

## Meriter

### Inom klubblag
- Cupvinnarcupmästare 2007 med HSV Hamburg
- Tyska supercupen 2006 med HSV Hamburg

### Inom landslag
- Asiatisk mästare fem gånger: 1991, 1993, 2000, 2008 och 2010

### Individuella utmärkelser
- Årets bästa handbollsspelare i världen 2001
- Vinnare av skytteligan i Handball-Bundesliga åtta gånger: 1997, 1998 (delad), 1999, 2000, 2001, 2002, 2004 och 2007
- Vinnare av skytteligan i VM tre gånger: 1993 (delad), 1995 och 1997